# آموس مراح
آموس مراح (بالإنجليزية: Amos Marah)‏ هو لاعب كرة قدم ليبيري في مركز الهجوم، ولد في 1984 في Buduburam ‏ في غانا. شارك مع منتخب ليبيريا لكرة القدم. أما مع النوادي، فقد لعب مع برسيبو بوجونيغورو.

## وصلات خارجية
- آموس مراح على موقع قاعدة بيانات كرة القدم.إي يو (الإنجليزية)
- آموس مراح على موقع ناشيونال فوتبول تيمز (الإنجليزية)
- آموس مراح على موقع Soccerway.com (الإنجليزية)